# Najash
Najash is een geslacht van uitgestorven slangachtige squamate reptielen met ontbrekende voorpoten en functionele achterpoten. De enige bekende soort van het tot nu toe monotypische geslacht is Najash rionegrina uit het Laat-Krijt van Argentinië. Het geslacht en zijn typesoort verschaften wezenlijke informatie over de fylogenetische ontwikkeling van slangen.

## Onderzoeksgeschiedenis en etymologie
Het geslacht en de typesoort werden voor het eerst beschreven in 2006 door Sebastián Apesteguía en Hussam Zaher in het wetenschappelijke tijdschrift Nature op basis van een bijna volledig postcraniaal en gearticuleerd (anatomisch in verband liggend) skelet en fragmenten van de linkeronderkaak (holotype MPCA 390-398, 400). Er waren ook twee andere exemplaren met delen van de schedel en enkele presacrale wervels (MPCA 385) en geïsoleerde skeletelementen van een groter individu (MPCA 380-383). Alle fossielen van de eerste beschrijving worden bewaard in het Museo Paleontológico Carlos Ameghino (MPCA) in Cipolletti in de Argentijnse provincie Río Negro.
Een nieuwe beschrijving van geslacht en typesoort op basis van hetzelfde materiaal werd in 2009 uitgevoerd door Hussam Zaher en co-auteurs.
In 2019 werd de ontdekking gerapporteerd van drie postcraniale skeletfragmenten en in totaal acht schedels, waaronder een bijna compleet, driedimensionaal schedelskelet (MPCA 500), wat nieuwe inzichten in de fylogenetische positie van Najash verschafte. Het nieuwe vondstmateriaal werd echter alleen toegewezen aan het geslacht Najash (als een Najash sp.), niet direct aan de typesoort of aan een andere soort in het geslacht.
De geslachtsnaam verwijst naar de bijbelse slang Nachash (Hebreeuws נחש) die Adam en Eva in het paradijs verleidde. De soortaanduiding rionegrina verwijst naar de vindplaats in de Argentijnse provincie Río Negro.

## Leeftijdsclassificatie van de vondsten
Alle tot nu toe bekende vondsten van Najash zijn afkomstig uit de fossielenafzetting van La Buitrera ten noordwesten van de stad Cerro Policía in de Argentijnse provincie Río Negro. De LBPA terrestrische sedimenten maken deel uit van de bovenste Candelerosformatie, de diepste eenheid van de Neuquén Group.
Er zijn geen directe geochronologische leeftijdsgegevens voor de Candelerosformatie zelf. Het begin van de sedimentaire afzettingen wordt geplaatst in het Vroeg-Cenomanien. Een tufsteenlaag binnen de bovenliggende Huincul-formatie is vastgesteld op 88 - 3,9 miljoen jaar oud door Fission Track Dating op zirkoon. In de eerste beschrijving wordt de chronostratigrafische leeftijd van Najash daarom voorzichtig gegeven als Cenomanien - Turonien, wat zou overeenkomen met een absolute leeftijd van ongeveer 101-190 miljoen jaar.
Uranium-lood- en lutetium-hafnium datering van door verwering gevormde zirkonen uit de Candelerosformatie variëren van 98,6 - 2,5 tot 104,3 - 2,5 miljoen jaar, afhankelijk van de geografische locatie, die ruwweg de grens is tussen het Albien en Cenomanien. In tegenstelling tot de datering van de tufsteenlagen binnen de Huinculformatie, geeft de datering van in erosie afgezette mineralen in klastische sedimenten alleen een maximale leeftijd voor het tijdstip van depositie (de sedimenten moeten jonger zijn dan het jongste verweerde mineraal dat zich binnenin bevindt), maar is niet in strijd met de vermoedelijke leeftijd van Najash.

## Kenmerken
Najash rionegrina kon een lengte van bijna twee meter bereiken. De lichaamsbouw was extreem langwerpig met een verhoogd aantal wervels. Het holotype heeft honderdnegen presacrale wervels, twee sacrale wervels en elf staartwervels. Er is geen bewijs van voorste ledematen of resten van een schoudergordel.
Het bekken daarentegen is goed ontwikkeld, met een lang, dorsaal gekromd darmbeen, een gelijkvormig maar antero-ventraal georiënteerd schaambeen en een klein, bijlvormig zitbeen. Van de achterpoten zijn alleen het dijbeen, het scheenbeen en het kuitbeen bewaard gebleven als fossielen. De botten van de achterste ledematen zijn kort maar sterk en het dijbeen vertoont een duidelijk ontwikkelde trochanter als aanhechtingsplaats voor de spieren. De bekkenbotten inclusief de achterpoten staan in contact met de twee sacrale wervels en liggen buiten de ribbenkast. Najash verschilt dus aanzienlijk van zowel uitgestorven Krijtachtige slangensoorten met achterpoten (Pachyrhachis, Haasiophis en Eupodophis) en moderne slangen met achtersporen als rudimeneten van achterpoten, zoals pythons en boa's. In deze gevallen zijn de sacrale wervels afwezig. De bekkenbotten en achterpoten hebben het contact met de wervelkolom verloren en zijn ingebed in de spieren in de ribbenkast.
Het schedelskelet van Najash vertoont een mengsel van basaal hagedisachtige kenmerken en typische schedelkenmerken van meer geëvolueerde slangen. Hagedisachtige kenmerken zijn onder meer de aanwezigheid van een prominent jukbeen met drie takken en de afwezigheid van een volledige crista circumfenestralis, een benige kamstructuur die het atriale venster omringt, en een laterale opening in de scala tympani-uitsparing bij moderne slangen. De afwezigheid van een postorbitale daarentegen wordt beschouwd als een slangachtig kenmerk.

## Paleo-ecologie
De Candelerosformatie wordt voornamelijk gevormd uit zandsteen en conglomeraten die zijn afgezet in verweven tot meanderende riviersystemen, maar ook deels uit eolische sedimenten van grotere duingebieden met frequente paleosolen. De afzettingsruimte wordt geïnterpreteerd als een fluviatiele rand van een grotere zandwoestijn (Kokorkom-woestijn). De meeste Najash-exemplaren zijn afkomstig uit de duinsedimenten en bijbehorende paleogronden.

## Betekenis voor wetenschap en onderzoek
De fossiele overblijfselen van Najash rionegrina zijn gevonden in de terrestrische afzettingen. Dit bewees dat het Krijt-fossiel duidelijk een landbewoner was. Het skelet vertoont kenmerken van zowel oerslangen als basale hagedissen. Qua uiterlijk lijkt het reptiel op een hybride van kousebandslang en skink, waarmee het overigens niet verwant is.
De schedel die in 2013 werd gevonden, bracht nieuwe inzichten in de evolutionaire geschiedenis van slangen. Tot nu toe dachten onderzoekers dat de eerste op het land levende slangen wormachtige en gravende blindslangachtige dieren waren. In tegenstelling tot deze had Najash rionegrina echter een grote muil met scherpe tanden en kon dus ook grotere prooien doorslikken.
Met de ontdekking van de fossiele overblijfselen van Najash rionegrina werden alle eerdere bevindingen over de evolutionaire biologie van slangen overboord gegooid. Tot hun ontdekking werd aangenomen dat de eerste slangen uitsluitend in de zeeën evolueerden. De botten van deze landbewonende slang, gevonden in oudere lagen, wijzen echter op een omgekeerde route. De drie bijna volledig bewaarde skeletten en de acht schedels behoren nu tot de best bestudeerde oude slangenfossielen ooit. Naast de gebruikelijke procedures werden ze gescreend met behulp van microcomputertomografie. Op basis van de nieuwe bevindingen konden enkele puzzels over de ontwikkeling van basale hagedis tot slang worden opgelost. Alleen welke hagedis de echte voorouder van de slangen was, blijft een mysterie.

## Andere prehistorische slangen met poten
Naast Najash zijn andere oerslangen met duidelijke achterpoten bekend:
- Haasiophis terrasanctus Tchernov et al., 2000
- Pachyrhachis problematicus Haas, 1979
- Eupodophis descouensi Rage & Escuillié, 2000
- Diablophis gilmorei (Evans, 1996)